# Rimóc
Rimóc – wieś i gmina w północnej części Węgier, w pobliżu miasta Szécsény. Gmina liczy 1774 mieszkańców (styczeń 2011) i zajmuje obszar 29,26 km².
Miejscowość leży na obszarze Średniogórza Północnowęgierskiego, w pobliżu granicy ze Słowacją. Administracyjnie należy do powiatu Szécsény, wchodzącego w skład komitatu Nógrád.